# Nemoria brunnearia
Nemoria brunnearia là một loài bướm đêm trong họ Geometridae.